# Joram Mariga

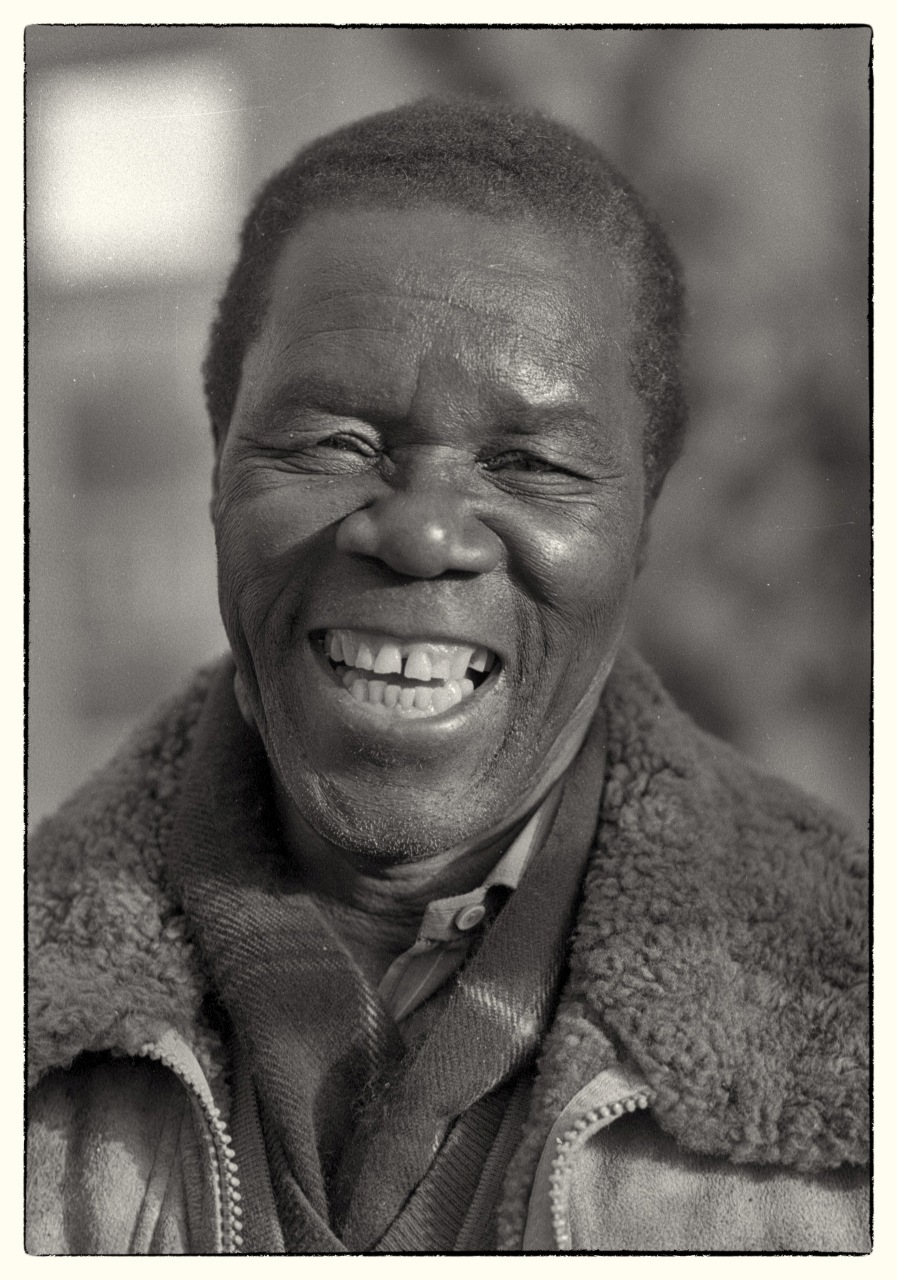
Joram Mariga, 1994

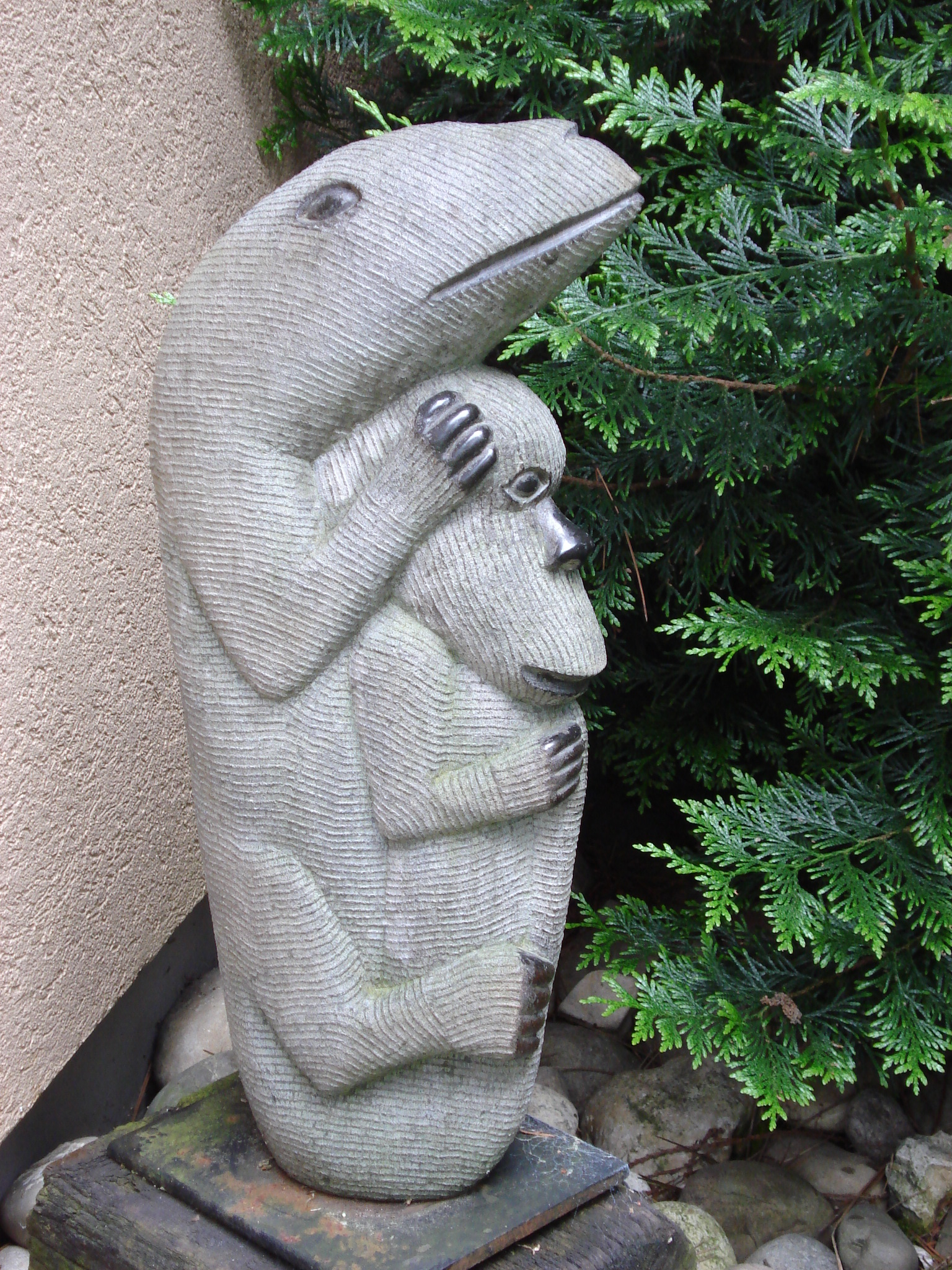
Skulptur

Joram Mariga (* 1927 in Chinhoyi; † Dezember 2000) war ein simbabwischer Bildhauer. Er gilt als Begründer der Shona-Skulpturen.

## Leben
Mariga gilt als Pionier der der modernen Bildhauerei in Simbabwe. Zunächst war er als ausgebildeter Landwirtschaftsberater tätig und begann in den 1950er Jahren in seiner Freizeit sich mit der Bildhauerei zu beschäftigen. Angeregt durch ein Treffen mit Frank McEwen in der Nationalgalerie im Jahr 1962, gründete er in seiner Heimatregion Nyanga die Künstlergruppe Nyatate. Er richtete an der Nationalgalerie Simbabwes den ersten Workshop für Bildhauerei ein und wirkte als Lehrer für eine Vielzahl simbabwischer Bildhauer. Seiner eigenen künstlerischen Arbeit ging er auf einer kleinen Farm bei Nyanga nach.
Er warnte vor der Kommerzialisierung der Kunst und wandte sich gegen die bloße Bedienung des Publikumsgeschmacks. So lehnte er insbesondere die Gestaltung von Figuren nach europäischen Geschmack ab. Er wandte sich der Bearbeitung besonders harter Steine, wie dem gelben Lepardstone und dem Lapislazuli zu, da man sich so ganz auf den Stein einlassen könne. Seine Skulpturen wirken organisch. Der Kopf dargestellter Figuren ist dabei zumeist überdimensioniert ausgeführt. Mariga vermied realistische Darstellungen.
Aufgrund seiner Zurückhaltung bei der Kommerzialisierung geriet sein Wirken zunächst gegenüber anderen simbabwischen Künstlern und mehrerer seiner Schüler in den Hintergrund. Ab den 1980er Jahren wurde er noch zu Lebzeiten wiederentdeckt.
Er verstarb im Dezember 2000 im Bonda Mission Hospital an den Folgen eines Autounfalls.

## Ausstellungen (Auswahl)
- Soul in Stone, 1986, Irving Sculpture Gallery, Sydney, Australien
- Beeldhouwers van Zimbabwe, 1989 Beelden op de Berg, Wageningen, Niederlande
- Whispering the Gospel of Sculpture, 1989, Nationalgalerie, Harare, Simbabwe
- Zimbabwe Heritage, 1990, Ausstellung während der Commonwealth Games 1990, Auckland, Neuseeland
- Contemporary Stone Carving from Zimbabwe, 1990, Yorkshire Sculpture Park, Vereinigtes Königreich